# بندن (اورگن)
بندن (به انگلیسی: Bandon) شهری در شهرستان کوس ایالت اورگن است و در سرشماری سال ۲۰۱۱ میلادی، ۳٬۰۶۶ نفر جمعیت داشته که نسبت به سال ۲۰۱۰، ۰٫۶۲ درصد رشد جمعیت داشته‌است.

## موقعیت جغرافیایی
موقعیت جغرافیایی شهرها و مناطق اطراف به شرح زیر است: